# Monoxyde d'iridium
Pour les articles homonymes, voir Oxyde d'iridium et IRO.
Le monoxyde d'iridium est le composé chimique de formule IrO.

## Production
IrO peut être produit par ablation laser d'une cible d'iridium en présence d'oxygène ou de protoxyde d'azote (N2O) dispersés dans de l'argon.